# Tony McNamara
Tony McNamara (Kilmore, 1967) is een Australisch scenarioschrijver en filmregisseur.

## Biografie
Tony McNamara is afkomstig van het Australische Kilmore. Hij studeerde aan de kostschool Assumption College en had nadien verschillende baantjes. Zo werkte hij in de financiële sector en als kelner, kok en deurwaarder. Na een kort verblijf in Rome besloot hij schrijver te worden. Na zijn terugkomst in Australië volgde hij opleidingen aan de Royal Melbourne Institute of Technology (RMIT) en de Australian Film, Television and Radio School (AFTRS).
Hij is getrouwd met de Australische actrice Belinda Bromilow.

## Carrière
McNamara begon zijn carrière met het schrijven van toneelstukken en televisieseries. In 2003 maakte hij met The Rage in Placid Lake zijn debuut als filmregisseur. Het project was een verfilming van zijn eigen toneelstuk The Café Latte Kid. In 2015 schreef en regisseerde hij ook de misdaadkomedie Ashby. Het zwartkomisch kostuumdrama The Favourite (2018) betekende zijn grote doorbraak als scenarist. McNamara ontving voor het script van The Favourite een BAFTA Award.
In 2020 bedacht en schreef McNamara de serie The Great voor Netflix. Het komisch kostuumdrama over Catharina de Grote was een verfilming van zijn gelijknamig toneelstuk uit 2008.

## Filmografie

### Film
- The Rage in Placid Lake (2003)
- Ashby (2015)
- The Favourite (2018)
- Cruella (2021)

### Televisie (selectie)
- The Secret Life of Us (2001–2005)
- Love My Way (2004–2007)
- Tangle (2009–2012)
- Puberty Blues (2012–2014)
- Doctor Doctor (2016–2018)
- The Great (2020–)

## Prijzen en nominaties
| Film                 | Categorie                | Uitslag        |
| Academy Awards       | Academy Awards           | Academy Awards |
| -------------------- | ------------------------ | -------------- |
| The Favourite (2018) | Beste originele scenario | Genomineerd    |
| BAFTA Awards         |                          |                |
| The Favourite (2018) | Beste Britse film        | Genomineerd    |
| The Favourite (2018) | Beste originele scenario | Gewonnen       |
| Golden Globes        |                          |                |
| The Favourite (2018) | Beste scenario           | Genomineerd    |
| Emmy Awards          |                          |                |
| The Great (2020)     | Beste scenario (komedie) | Genomineerd    |